# Kabupaten Lebong
Kabupaten Lebong (engelska: Lebong Regency) är ett kabupaten i Indonesien.   Det ligger i provinsen Bengkulu, i den västra delen av landet, 600 km nordväst om huvudstaden Jakarta. Antalet invånare är 103 826.